# Maxwell Davenport Taylor
Maxwell Davenport Taylor, ameriški general, jezikoslovec, pedagog in diplomat, * 26. avgust 1901, Keytesville, Missouri, ZDA, † 19. april 1987, Washington, D.C., ZDA.
Taylor velja za enega najbolj znanih generalov druge svetovne vojne, saj se je izkazal kot poveljnik 101. zračnoprevozne divizije. Po vojni je postal superintendant Vojaške akademije ZDA in načelnik štaba Evropskega poveljstva ZDA. Sodeloval je še v korejski vojni, nato pa je postal Načelnik Generalštaba Kopenske vojske ZDA in po krajši upokojitvi še načelnik Združenega štaba oboroženih sil ZDA. Pozneje je postal zadnji veleposlanik ZDA v Južnem Vietnamu in zasedal več svetovalnih položajev.

## Življenje
Taylor je leta 1922 diplomiral na Vojaški akademiji ZDA in bil imenovan za poročnika.
Naslednje leto je dobil svoje prvo aktivno mesto v 3. inženirskem polku, ki je bil nastanjen na Havajih; tu je ostal do leta 1926. Nato je bil premeščen v 10. poljski artilerijski polk. Leta 1927 je bil poslan v Pariz, kjer se je učil francoščino. A že naslednje leto se je vrnil na Vojaško akademijo ZDA, kjer je postal predavatelj za francoščino in nato španščino. Tu je ostal do leta 1932, ko je bil poslan na Field Artillery School (Fort Sill), kjer je diplomiral naslednje leto. Nato je bil poslan še na Command and General Staff School (Fort Leavenworth), kjer je diplomiral leta 1935.
Istega leta je bil poslal na veleposlaništvo v Tokiju, kjer je študiral japonščino.  Leta 1937 je postal rezidenčni vojaški ataše za Kitajsko s sedežem v Pekingu. Tu je ostal do leta 1939, ko se je vrnil v ZDA in pričel šolanje na Army War College; diplomiral je naslednje leto (1940). 
Sprva je bil poveljnik 12. poljskega artilerijskega bataljona, nato pa je bil premeščen sprva v Oddelek za vojne načrte, nato pa je bil zaradi svojega jezikovnega znanja poslan k Hemisferski obrambni misiji, ki je delovala v državah Latinske Amerike. Po nekaj mesecih se je vrnil v ZDA in še leta 1940 postal poveljnik 12. poljskega artilerijskega polka (Fort Sam Houston, Teksas). Leta 1941 je bil premeščen v pisarno sekretarja Generalštaba Kopenske vojske ZDA.
Leta 1942 je postal načelnik štaba 82. zračnoprevozne divizije. V sklopu divizije se je udeležil operacije Husky (zavezniška invazija na Sicilijo) in poznejših bojev na Apeninskem polotoku.
9. februarja 1943 je prevzel tudi dolžnost artilerijskega divizijskega poveljnika 82. zračnoprevozne divizije, kar je opravljal do 22. februarja 1944.
Taylorjev vzpon po vojaški lestvici se je začel pod mentorstvom poveljnika 82. zračnoprevozne divizije generala Matthewa B. Ridgwayja. Med misijo, ko je bil poslan v Italijo na pogovore o kapitulaciji, so prišle na dan njegove diplomatske sposobnosti. Američani so razmišljali o možnosti desanta 82. zračnodesantne divizije na Rim, s čimer bi zaščitili italijansko glavno mesto pred Nemci, ko bi bila razglašena kapitulacija. Taylor, kot član Zavezniške kontrolne misije Italija, se je tja odpravil v ameriški uniformi in se srečal z novim predsednikom Vlade Italije maršalom Badogliojem. Desant je bil nato preklican v zadnjem trenutku (letala so bila že v zraku), saj je ugotovil, da so jih Nemci prehiteli in že začeli zasedati predvidene cone pristanka. Pozneje je Eisenhower o njem dejal: »Tveganja, ki jih je prestal, so bila večja, da bi lahko prosil kateregakoli drugega agenta ali poslanca, da bi to opravil med vojno«.
Po hujši srčni kapi dotedanjega poveljnika, generala Bill Leeja, je Taylor 14. marca 1944 prevzel poveljstvo 101. padalske divizije, ki je bila takrat nameščena v Angliji in se pripravljala na odprtje druge fronte v Evropi. 
Aktivno je sodeloval v operaciji Overlord, ko je skupaj s svojo divizijo skočil na polotok Cotentin; tako je postal prvi zavezniški general, ki je stopil na tla Francije med celotno operacijo. Tej diviziji je nato poveljeval tudi med operacijo Market Garden. Med operacijo je bil ranjen, tako da je moral začasno predati poveljstvo, saj je bil poslan v zaledje na zdravljenje. Decembra 1944 je moral še enkrat zapustiti divizijo, saj se je moral udeležiti višje štabne konference v ZDA. Tako je »zamudil« nemško ardensko ofenzivo, kar je obžaloval do konca življenja, da ni moral biti s svojo divizijo, ko se je le-ta borila za svoje preživetje v Bastogni; sam je to poimenovan »najboljša ura« divizije. 
7. maja 1945 je predal poveljstvo nad 101. zračnoprevozno divizijo in bil postavljen na novo mesto; tokrat je postal Superintendant Vojaške akademije ZDA. V času službovanja je uvedel nove šolske predmete (npr. vojaško poveljstvo) in zelo zaostril pogoje, tako da je njegov mandat povezan tudi z velikim številom odpadlih študentov.
Leta 1949 je postal načelnik štaba Evropskega poveljstva ZDA. Med 1949 in 1951 pa je bil poveljnik Oboroženih sil ZDA v Berlinu. Njegov mandat je bil tudi eden bolj napetih, saj sta bili leta 1949 ustanovljeni Zvezna republika Nemčija in Nemška demokratična republika, kar je še bolj zaostrilo odnose med prejšnjimi zavezniki. Tako je moral ohranjati krhko premirje v enem najbolj kritičnih področij nastale hladne vojne. 
Po koncu mandata je postal pomočnik načelnika Operacijskega štaba (G-3) in namestnik načelnika Štaba za operacije in administracijo.
Leta 1953 je bil poslan v korejsko vojno, kjer je prevzel poveljstvo 8. armade. Istega leta je začel program vojaške pomoči korejskim oboroženim silam. Leta 1954 pa je postal poveljnik Oboroženih sil ZDA na Daljnem vzhodu; istega leta je ponovno postal poveljnik 8. armade. Naslednje leto (1955) je postal poveljnik Poveljstva Organizacije združenih narodov.
30. junija 1955 je bil postal Načelnik Generalštaba Kopenske vojske ZDA, kjer je na položaju nadomestil svojega mentorja Ridgwayja. Med svojim mandatom si je prizadeval organizirati rekonstrukcijo pehotnih divizij v skladu s sodobnim principom bojevanja. Leta 1957 je, na ukaz Eisenhowerja, ukazal razmestitev 1.000 vojakov 101. zračnoprevozne divizije v Little Rock (Arkansas), s čimer so izpolnili nalog zveznega sodišča o desegregaciji srednje šole med krizo v Little Rocku. V času mandata se je večkrat sprl s Eisenhowerjem zaradi različnih pogledov obrambe države; mandat je zaključil 30. junija 1959.
Upokojil se je julija 1959. Po neuspeli invaziji v Prašičjem zalivu ga je aprila 1961 predsednik ZDA John F. Kennedy postavil za člana posebnega komiteja Special Group Augmented (SGA), ki je bila ustanovljena za potrebe raziskovanja neuspele operacije. Taylor je naredil vtis na Kennedyja, tako da ga je le-ta spet vpoklical in ga 1. oktobra 1962 postavil za načelnika Združenega štaba oboroženih sil ZDA, kar je opravljal do 1. julija 1964. 
Ponovno se je upokojil iz aktivne vojaške službe ter postal veleposlanik ZDA v Južnem Vietnamu med 1964 in 1965, ko je padel Sajgon in je bil evakuiran 11. februarja 1965 z ostalim osebjem veleposlaništva. Med letoma 1965 in 1969 je bil posebni svetovalec predsednika ZDA in načelnika Svetovalnega obveščevalnega komiteja za tujino (Foreign Intelligence Advisory Board) ter hkrati (od 1966 do 1969) tudi predsednika Inštituta za obrambne analize (Institute of Defense Analysis).
Umrl je 19. aprila 1987 v Washingtonu, D.C. za posledicami amiotrofične lateralne skleroze. Pokopan je na Nacionalnem pokopališču Arlington.
Njegov najstarejši sin, John M. Taylor, je bil tudi častnik Kopenske vojske ZDA; po upokojitvi pa se je ukvarjal z zgodovino.

## Napredovanja
- inženirski poročnik (22. junij 1922)
- nadporočnik (februar 1927)
- stotnik (avgust1935)
- major (julij 1940)
- začasni podpolkovnik (december 1941)
- začasni polkovnik (februar 1942)
- začasni brigadni general (december 1942)
- začasni generalmajor (maj 1944)
- stalni podpolkovnik (junij 1945)
- stalni brigadni general (januar 1948)
- stalni generalmajor (avgust 1951)
- začasni generalporočnik (avgust 1951)
- začasni general (junij 1953)

## Odlikovanja
Ameriška vojaška odlikovanja
- Distinguished Service Cross (julij 1944)
- Distinguished Service Medal (maj 1945) z dvema hrastovim listoma
- srebrna zvezda (september 1943) s hrastovim listom
- legija za zasluge
- bronasta zvezda
- škrlatno srce
- Medalja zmage v prvi svetovni vojni
- Medalja za obrambno služenje s ploščico Foreign Service
- kampanjska medalja
- Evropsko-afriško-bližnjevzhodna kampanjska medalja z eno bronasto puščično glavo
- Medalja zmage v drugi svetovni vojni
- Medalja vojske okupacije s ploščico Germany
- Nacionalna medalja za obrambno služenje
- Medalja za služenje v Koreji z dvema bronastima zvezdama

Tuja dovoljena odlikovanja
- častni spremljevalec reda kopeli (Združeno kraljestvo)
- častni vitez poveljnik reda britanskega imperija (Združeno kraljestvo)
- Distinguished Service Order (Združeno kraljestvo)
- legija časti, čin Coaunander (Francija)
- Croix de Guerre s palmo (Francija)
- belgijski križec velikega častnika reda Leopolda
- belgijski veliki častnik reda krone s palmo
- Croix de Guerre 1940 s palmo (Belgija)
- red za vojaške zasluge 1. razreda (Mehika)
- Vojaški Viljamov red IV. razreda (Nizozemska)
- vojaški red Italije, stopnja poveljnika
- red za zasluge do Italijanske republike, stopnja velikega častnika
- legija časti, stopnja šefa poveljnika
- veliki častnik reda Boyace (Kolumbija)
- Teaguk zaslužna medalja za vojaško služenje z zlato medaljo; 1. in 2. podelitev
- križec višjega poveljnika reda Našega reda Jurija Prvega
- najbolj plemeniti red Krone Tajske prvega razreda
- opasica medalje Trojice s plaketo (Etiopija)

Tuje medalje za služenje
- United Nations Service Medal

Osebni znaki uspoposobljenosti
- znak padalca (ZDA)

Skupinska odlikovanja enot
- Distinguished Unit Emblem z enim hrastovim listom (ZDA)
- Fourragere 1940 (Belgija)
- Orange Lanyard (Nizozemska)
- značka predsedniške pohvale enote (Republika Koreja)

Tuja nedovoljena odlikovanja
- red za vojaške zasluge, stopnja velikega častnika
- vojaški red Ayacucha, stopnja velikega častnika (Peru)
- Medalja oblaka in zastave z veliko opasico (Kitajska)
- red vzhajajočega sonca 1. razreda (Japonska)
- križec za vojaške zasluge 1. razreda (Gvatemala)
- red za zasluge za služenje 1. razreda (Koreja)
- veliki križec reda za vojaške zasluge (Španija)

## Dela
- Responsibility and Response (1967)[9]
- Swords and Plowshares (1972)[9]